# سانتاندر ده کیلیچائو (کائوکا)
سانتاندر ده کیلیچائو (کائوکا) (به اسپانیایی: Santander de Quilichao) یک سکونتگاه مسکونی در کلمبیا است که در بخش کائوکا واقع شده‌است.

## خصوصیات
سانتاندر ده کیلیچائو ۵۱۸ کیلومترمربع مساحت و ۴۸٬۹۲۳ نفر جمعیت دارد و ۱٬۰۷۱ متر بالاتر از سطح دریا واقع شده‌است.